# Deimos (luna)
Déimos (grško Δείμος, latinizirano: Deímos, dob. 'groza') je eden od dveh Marsovih naravnih satelitov. Je manjši od Fobosa, saj njegov največji premer ne presega 15 km, njegov povprečni polmer pa je 6,2 km. Mars obkroži v 30,3 ure.Od Marsa je oddaljen 23.460 km, kar je precej dlje kot Fobos. Za razliko od Fobosa, ki mu grozi trk z Marsom, ima stabilen tir. V grški mitologiji je Deimos sin boga vojne Aresa in boginje lepote Afrodite.